# Velcí
Velcí je část obce Jince v okrese Příbram. Původní obec byla srovnána se zemí v roce 1953. Současná část obce vznikla ke dni 21. prosince 2015 a leží na katastrálním území Jince v Brdech. V roce 2011 měla 3 obyvatele a nacházely se v ní 4 domy.

## Historie
Obec zřejmě původně vznikla v průběhu středověké kolonizace a zanikla v dobách husitských či poděbradských válek. Monografie Hořovicka a Berounska (1931) uvádí, že před dávnými časy bývala osada zvaná Vranová Hůrka, jejíž zakladateli byli bratři Toman a Koman z Vraného. Tehdy k obci náležely polnosti až na východ k Litavce. Roku 1454 byla ves zvaná Velká v majetku Jana ze Ctěnic a jeho matky Barbory. V roce 1602 byla prodána Mikulášem Pešíkem z Komárova Ctiboru Malovci z Chýnova na Svatém Poli.
Obec málem zanikla za třicetileté války. V berní rule z roku 1653 je uvedeno, že zde žilo osm rodin a ves byla v majetku Vratislavů z Mitrovic. Úbytek obyvatel nezpůsobila jen válka, ale také morové epidemie. Většina historie obce je provázána s nedalekými Jincemi. V 19. stoletím se zdejší obyvatelé jako většina obyvatelstva živili prací v železárnách. Žili zde cvočkaři, hřebokováři, hutníci a uhlíři. Když přišla krize v železářském průmyslu, mnoho lidí, a to i z Velcí, se odstěhovalo za lepší prací. V roce 1900 zde žilo více než 500 obyvatel a stálo zde kolem 70 domů. V roce 1930 bylo v obci evidováno 301 obyvatel.
Ve Velcí fungoval spolek dobrovolných hasičů a organizace Dělnické tělovýchovné jednoty. Život v obci přerušila 2. světová válka a nařízení o rozšiřování vojenské střelnice, která dostala název Truppenübungsplatz Kammwald. Sloužila pro výcvik dělostřelců, pěchoty, letectva i jiných druhů vojsk, a také k relaxaci frontových oddílů a dalším speciálním činnostem. Obyvatelé Velcí spolu s dalšími obcemi Zaběhlá, Padrť, Kolvín a Hrachoviště se museli do konce roku 1941 vystěhovat. Výjimku měli jen lesáci, lesní dělníci a formani, protože byli potřeba, neboť bylo nutné vytěžit velké množství dřeva, polámané vichřicí, která přišla 15. listopadu 1941.
Po skončení války se vystěhovaní obyvatelé mohli vrátit zpět do svých domovů. Obec byla modernizována, byl sem zaveden telefon a obecní rozhlas. Také začaly přípravné práce na vybudování obecního vodovodu. V roce 1949 zde bylo založeno zemědělské družstvo, jako první v hořovickém okrese. V témže roce však komunistický režim vydal nový zákon o Vojenských újezdech. V roce 1951 bylo rozhodnuto, že se vojenský újezd Brdy rozšíří a obce Velcí, Zaběhlá, Padrť, Kolvín a  Hrachoviště zaniknou. Obyvatelé Velcí však neočekávali, že se projekt bude realizovat a odvolávali se na svou prorežimní angažovanost. I přesto však v roce 1952 došlo k vystěhování obcí. V roce 1953 bylo započato s bouráním domů, které vykonali vojáci pomocných technických praporů. Všechny vesnice byly srovnány se zemí a zhruba 1 250 původních obyvatel si muselo hledat nový domov. Ani nízké finanční odškodnění vystěhovaným nikterak nepomohlo, protože krátce na to proběhla měnová reforma, kterou byly veškeré finanční úspory znehodnoceny. Zároveň se ukázalo, že pocházet z vystěhované vesnice je nepříjemný cejch, který je ve společnosti tabu.
V roce 1990 vznikl spolek Svaz vyhnanců z Brd, který si dal za cíl získat důstojné odškodnění a své odejmuté pozemky zpět. Neúspěšně se dožadoval spravedlivého odškodnění. Obyvatelé vystěhovaných obcí se několikrát sešli v letech 1993, 2000 a 2007.
Dne 1. ledna 2016 vešel v platnost zákon, kterým byl zrušen vojenský újezd Brdy. Důvodem byla přílišná rozsáhlost prostoru, který byl málo využívaný a k počtu vojáků příliš velký. Na jeho místě vznikla Chráněná krajinná oblast Brdy.
V roce 2020, u příležitosti 80. výročí od vystěhování obyvatel, bylo v místech, kde stávaly zaniklé obce, vysázeno šest lip.

## Rodáci
- Jaroslav Pompl (1905–1965), vedoucí osobnost protinacistického odboje na Rožmitálsku